# Commixtio sanguinis (diritto)
Con la locuzione commixtio sanguinis (dal verbo latino cum + misceo,-es, miscui, mixtum, miscère = mescolare ed il sostantivo sanguis,-inis = sangue), in diritto civile, si intende il pericolo che si ingeneri un dubbio circa la paternità del figlio.

Si verifica nel caso di violazione del tempus lugendi, ossia di quell'intervallo di tempo di trecento giorni dalla cessazione del precedente vincolo matrimoniale entro cui si determina per la donna un impedimento alla contrazione di un nuovo matrimonio. In tale ipotesi, infatti, stante la presunzione juris tantum di paternità del figlio anche solo concepito in costanza di matrimonio, si porrebbe una paradossale doppia presunzione di paternità: sia in capo al previo sia in capo al nuovo coniuge. 